# Wapen van Nunspeet

Het wapen van Nunspeet  is het wapen van de gemeente Nunspeet, bestaande uit een gedeeld schild met daarop drie springende herten en een getralied schildhoofd. De beschrijving luidt:
"Gedeeld van goud en zwart met 3 springende herten, de bovenste gaande in en komende uit de schildrand, van het ene in het ander; een schildhoofd van keel, getralied met van de kruispunten uitgaande, naar beneden gerichte, uitgebogen punten, alles van zilver. Het schild gedekt met een gouden kroon van 3 bladeren en 2 parels."

## Geschiedenis
Het gemeentewapen is een uitbeelding van de band die de gemeente heeft met de natuur en landbouw. Het schildhoofd is een symbolische weergave van een ploegende eg door de landbouwgrond, de kleuren goud en zwart het stuifzand en de bouwgrond. De springende herten duiden op de vele bossen. Het schildhoofd is overgenomen van Ermelo waarvan Nunspeet werd afgescheiden in 1972. Alleen de kleuren wijken af, het wapen van Ermelo heeft zwarte tralies op een gouden veld.  Het wapen werd aan Nunspeet verleend volgens het Koninklijk Besluit van 30 maart 1972.

## Verwant wapen

Wapen van Ermelo